# Epica (muzička grupa)
Epika (Epica) je holandski simfo metal bend koji stavlja naglasak na korišćenju operskih elemenata i death grunt-ova, a takođe i izvođenju pojedinih vokalnih deonica na latinskom jeziku. Osnovao ga je 2002. godine gitarista i pevač Mark Jansen nakon razlaza sa bendom After Forever.

## Postava
- Simone Simons - mecosopran, vokal
- Mark Jansen - gitara i vokal
- Ad Sluijter - gitara
- Yves Huts - bas gitara
- Coen Janssen - klavijature i piano

### Bivši članovi
- Jeroen Simons - bubnjar

## Diskografija

### Albumi
- The Phantom Agony (2003)
- Consign to Oblivion (2005)
- The Score - An Epic Journey (2005)
- The Divine Conspiracy (2007)
- Design Your Universe (2009)
- Requiem for the Indifferent (2012)
- The Quantum Enigma (2014)
- The Holographic Principle (2016)

### Singlovi
- The Phantom Agony (Singl, 2003)
- Feint (Singl, 2004)
- Cry for the Moon (Singl, 2004)
- Solitary Ground (Singl, 2005)
- Quietus (Silent Reverie) (Singl, 2005)
- Never Enough (Singl, 2007)
- Chasing The Dragon (Singl, 2008)

### DVD
- We Will Take You With Us (DVD, 2004)

### Druga izdanja
- Cry for the Moon (Demo, 2003)
- The Road to Paradiso (foto-audio knjiga, 2006)

## Spoljašnje veze
- Zvanični sajt benda
- Zvanični klub fanova